# دوريس غونتر
دوريس غونتر (بالألمانية: Doris Günther)‏ هي متزلجة نمساوية، ولدت في 3 مايو 1978 في تسيل أم زيه في النمسا.

## وصلات خارجية
- دوريس غونتر على موقع الاتحاد الدولي للتزلج (ركوب لوح الثلج) (الإنجليزية)
- دوريس غونتر على موقع أوليمبيديا (الإنجليزية)